# سبكمساف (ملكة)
سبكمساف، هي ملكة مصرية قديمة من الأسرة السابعة عشرة، وكانت زوجة الملك إنتف السابع وأخت ملك آخر مجهول، ربما كان إنتف الثامن أو سبكمساف الثاني أو سانخت رع تاعا الأول.

## المعروف عنها
اسمها في صيغة المذكر، وعلى الرغم من وجود نسخة مؤنثة من الاسم (سبكمساس)، فاسم الملكة يكتب سبكمساف - بالصيغة المذكرة - في جميع المصادر، لذلك فهذا لم يكن خطأ قام به أحد الكتبة، ولكن ربما كان اسماً لجد من أجدادها، وكانت أسماء الذكور المطلقة على الإناث أمراً شائعاً خلال عصر الاضمحلال الثاني.
وهي مذكورة كذلك على سوار وقلادة (الآن في المتحف البريطاني)، وعلى لوحة وجدت في مسقط رأس عائلتها بإدفو. وتشير اللوحة، المؤرخة بزمن الأسرة الثامنة عشر، إلى إعادة بناء قبر ابنتها الأميرة سبكمساف. كما تذكر اللوحة شقيقة الملكة نفرإن و أمها، التي فقد اسمها، لكن لقبها يظهر أنها ابنة ملك، ربما رع حتب.

## ألقابها
وحملت الملكة سبكمساف ألقاب:
- زوجة الملك.
- الزوجة الملكية العظيمة.
- المتحدة مع التاج الأبيض.
- ابنة الملك.
- أخت الملك.[7]